# Andici, Cluj
Andici este un sat în comuna Ceanu Mare din județul Cluj, Transilvania, România.
Deși încă figurează în legea de organizare administrativ-teritorială a României, satul nu mai este populat. Numele lui este actualmente atribuit unei păduri de pin. Primii pini din pădurea Andiciului au fost plantați la sfârșitul anilor 1970. Fauna cuprinde specii de insecte, păsări, căprioare, vulpi, porci mistreți.